# Sarah Lancaster
Sarah Lancaster est une actrice américaine née à Overland Park (Kansas) le 12 février 1980. Elle est connue notamment pour son interprétation d'Ellie Bartowski dans la série Chuck.

## Biographie

### Vie privée
Selon, le magazine PurePeople, elle a épousé son fiancé en début d'année 2011, Matthew Jacobs en Californie du Sud et attendait aussi son premier enfant cette même année. Leur fils Oliver né le 29 juin 2011. Le 28 janvier 2017, elle met au monde leur deuxième enfant prénommé Julian Turk Jacobs.

## Filmographie

### Cinéma
- 2000 : Souviens-toi, la Saint-Valentin (Lovers Lane) : Chloe Grefe
- 2000 : Sexe Intentions 2 (Cruel Intentions 2) (vidéo) : Milicent Davies (scènes supprimées)
- 2002 : Arrête-moi si tu peux (Catch Me If You Can) de Steven Spielberg : Riverband Woman
- 2008 : Smother : Holly
- 2011 : The Good Doctor : Christine
- 2014 : Le Juge (The Judge) de David Dobkin : Lisa Palmer

### Télévision

#### Téléfilms
- 1999 : Un père trop célèbre (Michael Landon, the Father I Knew) : Leslie Landon
- 2005 : De l'amour au mensonge (Living With The Enemy) : Allison Conner Lauder
- 2013 : Le Bonheur au pied du sapin (Fir Crazy) : Elise MacReynolds
- 2013 : Piégée par amour (The Preacher's Mistress) : Gwen Griffith
- 2014 : Trouver l'amour à Sugarcreek (Love Finds You in Sugarcreek) : Rachel Troyler
- 2014 : Mon George à moi (Looking for Mr. Right) : Annie Butler
- 2014 : Lieutenant Nounou (Along Came a Nanny) : Jessie White
- 2015 : Noël dans les montagnes (Christmas in the Smokies) : Shelby Haygood
- 2015 : Un Noël à la Maison (Tis the Season for Love) : Beth Baker
- 2018 : Noël entre filles (Christmas on Holly Lane) : Sarah

#### Séries télévisées
- 1993 - 1996 : Sauvés par le Gong : la nouvelle classe (Saved by the Bell: The New Class) : Rachel Meyers (saisons 2 à 4 - invitée saison 1)
- 1997 : Sabrina, l'apprentie sorcière : Jean (saison 2, épisode 4)
- 1997 : Night Man : Gloria (saison 1, épisode 5)
- 1998 : Pacific Blue : Julianne Taylor (saison 3, épisode 22)
- 1999 : Premiers secours (Rescue 77) : La fille (saison 1, épisode 3)
- 2000 : Dawson : Shelley (saison 3, épisode 19)
- 2001 : Dharma et Greg : Wendy - la mariée des Bahamas (saison 5, épisode 9)
- 2002 - 2006 : Scrubs : Lisa (saison 2, épisodes 10 et 12 / saison 5, épisode 23)
- 2003 - 2006 : Everwood : Madison Kellner (récurrente saisons 2 à 4)
- 2004 - 2006 : Dr Vegas : Veronica Harold
- 2006 - 2007 : What About Brian : Marjorie Seaver (saison 1 - récurrente saison 2)
- 2007 - 2012 : Chuck : Ellie Bartowski (91 épisodes)
- 2009 : Hawthorne : Infirmière en chef : Courtney (saison 1, épisode 8)
- 2014 : Witches of East End : Raven Moreau (saison 2, épisodes 10 à 13)
- 2015 : Revenge : April (saison 4, épisode 16)
- 2016 : Code noir : Julia (saison 2, épisode 9)

## Voix françaises
| - Caroline Lallau dans : - Chuck (série télévisée) - Witches of East End - What about Brian - Le Juge - Lieutenant Nounou (téléfilm) - Noël dans les montagnes (téléfilm) - Julie Turin dans : - Sauvés par le gong : La Nouvelle Classe (série télévisée, 1re voix) - Mon George à moi (téléfilm) | et aussi - Véronique Soufflet dans Sauvés par le gong : La Nouvelle Classe (série télévisée, 2e voix) - Véronique Desmadryl dans Everwood (série télévisée) |